# قوتش أحمد
قوتش أحمد (بالفارسية: قوچ‌احمد) هي مستوطنة تقع في Charuymaq-e Jonubesharqi Rural District في إيران. يقدر عدد سكانها بـ 183 نسمة .